# Yaginumaella flexa
Yaginumaella flexa är en spindelart som beskrevs av Song D., Chai I. 1992. Yaginumaella flexa ingår i släktet Yaginumaella och familjen hoppspindlar. Inga underarter finns listade i Catalogue of Life.